# Horvátország uralkodóinak listája
A mindenkori horvát király uralkodói cím volt, melyet I. Tomiszláv királytól (925) kezdve használták a horvát, majd később magyar királyok. A címet 1106-tól Magyarország mindenkori királya birtokolta (Horvátország és Szlavónia királya címekkel együtt). Az Osztrák–Magyar Monarchia felbomlásával a cím is megszűnt, I. Károly (IV. Károly néven magyar király) elvesztette ezt a címét. Horvátország 1941-ben függetlenedett Jugoszláviától, azonban náci-olasz megszállás alá került. Névlegesen Független Horvát Állam lett a neve, az ország élére pedig megválasztották II. Tomiszláv királyt a Savoyai-házból. Végül 1943-ig viselte ezt a címet. Ő volt az utolsó horvát király.

## A címet viselők listája
Az alábbi táblázat Horvátország uralkodóinak sorát tartalmazza. A horvát és más szláv törzsek körülbelül a 7. században érkeztek meg a mai Horvátország és Bosznia-Hercegovina területére. A frankok hatására a horvátok felvették a keresztény hitet, és államot alapítottak. A magukat horvátoknak nevező törzsek a Tengermelléken, azaz Dalmáciában, a velük közeli rokon szláv törzsek a Dráva és a Kapela hegység között (Szlavónia) hoztak létre államot. A Szlavóniai Fejedelemség a magyar honfoglalás áldozata lett, azonban Szlavón bánság néven megőrizte részleges különállását a Magyar Királyságon belül. A Horvát Fejedelemség, majd Horvát Királyság a 11. század végétől lett a magyar korona országa, mint Horvát bánság. Dalmáciára nagy részére Velence terjesztette ki az uralmát a 15. században. Horvátországot 1918-ig a bánok kormányozták, akiket a magyar király nevezett ki a terület élére. A horvát és szlavón bánok listája a Horvát bán szócikkben található.

### Tengerparti horvát királyok
| Portré | Uralkodó Uralkodási ideje                         | uralkodóház     | Egyéb                                                              |
| ------ | ------------------------------------------------- | --------------- | ------------------------------------------------------------------ |
|        | Ő királyi felsége I. Tomiszláv (925–928)          | Trpimirović-ház | X. János pápa 925-ben királynak nevezi.                            |
|        | Ő királyi felsége II. Trpimir (928–935)           | Trpimirović-ház | Tomiszláv öccse.                                                   |
|        | Ő királyi felsége I. Krešimir (935–945)           | Trpimirović-ház | Trpimir gyermeke                                                   |
|        | Ő királyi felsége Miroszláv (945–949)             | Trpimirović-ház | Kresimir fia.                                                      |
|        | Ő királyi felsége II. Krešimir Mihály (949–969)   | Trpimirović-ház | Miroszláv öccse, elfoglalta Boszniát.                              |
|        | Ő királyi felsége Stjepan Držislav (969–997)      | Trpimirović-ház | II. Kresimir fia.                                                  |
|        | Ő királyi felsége Szvetoszláv Szuronja (997–1000) | Trpimirović-ház | Stjepan Držislav fia.                                              |
|        | Ő királyi felsége III. Krešimir (1000–1030)       | Trpimirović-ház | Stjepan Držislav fia.                                              |
|        | Ő királyi felsége Gojszláv (1000–1020)            | Trpimirović-ház | Stjepan Držislav fia.                                              |
|        | Ő királyi felsége I. István (1030–1058)           | Trpimirović-ház | III. Kresimir fia.                                                 |
|        | Ő királyi felsége IV. Krešimir Péter (1058–1074)  | Trpimirović-ház | István fia.                                                        |
|        | Ő királyi felsége Szlavics (1074–1075)            | Trpimirović-ház | Dmitar Zvonimir ellenkirálya.                                      |
|        | Ő királyi felsége Dmitar Zvonimir (1076–1089)     | Trpimirović-ház | IV. Kresimir unokatestvére, felesége Ilona, I. Béla leánya (1063). |
|        | Ő királyi felsége II. István (1089–1090)          | Trpimirović-ház | Ellenkirálya Szlavics dalmáciai nemes.                             |
|        | Ő királyi felsége Álmos (1091–1096)               | Árpád-ház       |                                                                    |
|        | Ő királyi felsége Svačić Péter (1093–1097)        | Svačić-ház      | A Gvozd-hegységi csatában esett el.                                |

### Magyar királyok (1102–1804)
| Portré           | Uralkodó Uralkodási ideje                     | Címere | uralkodóház              | Egyéb címek                                                              |
| ---------------- | --------------------------------------------- | ------ | ------------------------ | ------------------------------------------------------------------------ |
|                  | Ő királyi felsége Kálmán (1106–1116)          |        | Árpád-ház                | Magyar király Horvát király                                              |
|                  | Ő királyi felsége II. István (1116–1131)      |        | Árpád-ház                | Magyar király Horvát király                                              |
|                  | Ő királyi felsége I. Béla (1131–1141)         |        | Árpád-ház                | Magyar király Horvát király                                              |
|                  | Ő királyi felsége I. Géza (1141–1162)         |        | Árpád-ház                | Magyar király Horvát király                                              |
|                  | Ő királyi felsége III. István (1162–1172)     |        | Árpád-ház                | Magyar király Horvát király                                              |
|                  | Ő királyi felsége II. Béla (1172–1196)        |        | Árpád-ház                | Magyar király Horvát király                                              |
|                  | Ő királyi felsége Imre (1196–1204)            |        | Árpád-ház                | Magyar király Horvát király                                              |
|                  | Ő királyi felsége I. László (1204–1205)       |        | Árpád-ház                | Magyar király Horvát király                                              |
|                  | Ő királyi felsége I. András (1205–1235)       |        | Árpád-ház                | Magyar király Horvát király                                              |
|                  | Ő királyi felsége III. Béla (1235–1270)       |        | Árpád-ház                | Magyar király Horvát király                                              |
|                  | Ő királyi felsége V. István (1270–1272)       |        | Árpád-ház                | Magyar király Horvát király                                              |
|                  | Ő királyi felsége II. László (1272–1290)      |        | Árpád-ház                | Magyar király Horvát király                                              |
|                  | Ő királyi felsége II. András (1290–1301)      |        |                          | Magyar király Horvát király                                              |
|                  | Ő királyi felsége Vencel (1301–1305)          |        | Přemysl-ház              | Magyar király Horvát király                                              |
|                  | Ő királyi felsége Ottó (1305–1307)            |        | Wittelsbach-ház          | Magyar király Horvát király                                              |
| Üres (1307–1309) |                                               |        |                          |                                                                          |
|                  | Ő királyi felsége I. Károly (1309–1342)       |        | Anjou-ház                | Magyar király Horvát király                                              |
|                  | Ő királyi felsége I. Lajos (1342–1382)        |        | Anjou-ház                | Magyar király Horvát király Lengyel király                               |
|                  | Ő királyi felsége Mária (1382–1385 1386–1395) |        | Anjou-ház                | Magyar királynő Horvát királynő                                          |
|                  | Ő királyi felsége II. Károly (1385–1386)      |        | Anjou-ház                | Magyar király Horvát király Nápoly-szicíliai király                      |
|                  | Ő királyi felsége Zsigmond (1387–1437)        |        | Luxemburg-ház            | Magyar király Horvát király Cseh király Német király Német-római császár |
|                  | Ő királyi felsége Albert (1437–1439)          |        | Habsburg-ház             | Magyar király Horvát király Cseh király Német király                     |
|                  | Ő királyi felsége III. László (1440–1457)     |        | Habsburg-ház             | Magyar király Horvát király Cseh király                                  |
|                  | Ő királyi felsége I. Ulászló (1440–1444)      |        | Jagelló-ház              | Magyar király Horvát király Cseh király Lengyel király                   |
|                  | Ő királyi felsége I. Mátyás (1457–1490)       |        | Hunyadi-ház              | Magyar király Horvát király Cseh király                                  |
|                  | Ő királyi felsége II. Ulászló (1490–1516)     |        | Jagelló-ház              | Magyar király Horvát király Cseh király                                  |
|                  | Ő királyi felsége II. Lajos (1516–1526)       |        | Jagelló-ház              | Magyar király Horvát király Cseh király                                  |
|                  | Ő királyi felsége I. János (1526–1540)        |        | Szapolyai-ház            | Magyar király Horvát király                                              |
|                  | Ő királyi felsége II. János (1540–1571)       |        | Szapolyai-ház            | Magyar király Horvát király Erdélyi fejedelem                            |
|                  | Ő királyi felsége I. Ferdinánd (1526–1564)    |        | Habsburg-ház             | Magyar király Horvát király Cseh király Német-római császár              |
|                  | Ő királyi felsége Miksa (1564–1576)           |        | Habsburg-ház             | Magyar király Horvát király Cseh király Német-római császár              |
|                  | Ő királyi felsége Rudolf (1576–1608)          |        | Habsburg-ház             | Magyar király Horvát király Cseh király Német-római császár              |
|                  | Ő királyi felsége II. Mátyás (1608–1619)      |        | Habsburg-ház             | Magyar király Horvát király Cseh király Német-római császár              |
|                  | Ő királyi felsége II. Ferdinánd (1619–1637)   |        | Habsburg-ház             | Magyar király Horvát király Cseh király Német-római császár              |
|                  | Ő királyi felsége III. Ferdinánd (1637–1657)  |        | Habsburg-ház             | Magyar király Horvát király Cseh király Német-római császár              |
|                  | Ő királyi felsége IV. Ferdinánd (1647–1654)   |        | Habsburg-ház             | Magyar király Horvát király Cseh király Német-római császár              |
|                  | Ő királyi felsége I. Lipót (1657–1705)        |        | Habsburg-ház             | Magyar király Horvát király Cseh király Német-római császár              |
|                  | Ő királyi felsége I. József (1705–1711)       |        | Habsburg-ház             | Magyar király Horvát király Cseh király Német-római császár              |
|                  | Ő királyi felsége III. Károly (1711–1740)     |        | Habsburg-ház             | Magyar király Horvát király Cseh király Német-római császár              |
|                  | Ő királyi felsége Mária Terézia (1740–1780)   |        | Habsburg-ház             | Magyar király Horvát király Cseh király Német-római császár              |
|                  | Ő királyi felsége II. József (1780–1790)      |        | Habsburg–Lotaringiai-ház | Magyar király Horvát király Cseh király Német-római császár              |
|                  | Ő királyi felsége II. Lipót (1790–1792)       |        | Habsburg–Lotaringiai-ház | Magyar király Horvát király Cseh király Német-római császár              |

### Osztrák császárok (1804–1918)
I. Ferenc 1804-ben felvette a császári címet, így ez lett a legmagasabb titulus, amit a királyság uralkodója birtokol.

| Portré | Uralkodó Uralkodási ideje                      | Uralkodási évek         | Címere | Házassága | Elhunyt                                          |
| ------ | ---------------------------------------------- | ----------------------- | ------ | --- | ------------------------------------------------ |
|        | Ő királyi fensége I. Ferenc (1797–1835)        | 38 év, 3 hónap, 15 nap  |        | Szicíliai Mária Terézia ∞ 1790. augusztus 19. Gyermekeik száma: 12Ausztriai Mária Ludovika ∞ 1808. január 6. nem születtek gyermekeikBajor Karolina Auguszta ∞ 1816. október 29. nem születtek gyermekeik | 1835. március 2. Bécs, Ausztria (67 évesen)      |
|        | Ő királyi fensége I. Ferdinánd (1835–1848)     | 11 év, 9 hónap          |        | Savoyai Mária Anna ∞ 1831. február 12. nem születtek gyermekeik | 1875. június 29. Prága, Csehország (82 évesen)   |
|        | Ő királyi fensége I. Ferenc József (1848–1916) | 67 év, 11 hónap, 19 nap |        | Bajorországi Erzsébet ∞ 1831. február 12. Gyermekeik száma: 4 | 1916. november 21. Bécs, Ausztria (86 évesen)    |
|        | Ő királyi fensége VI. Károly (1916–1918)       | 1 év, 11 hónap, 21 nap  |        | Parmai Zita ∞ 1911. június 13. Gyermekeik száma: 8 | 1922. április 1. Funchal, Portugália (34 évesen) |

### A Független Horvát Állam királya
| Portré | Uralkodó Uralkodási ideje                   | Címere | uralkodóház | Egyéb címek |
| ------ | ------------------------------------------- | ------ | ----------- | ----------- |
|        | Ő királyi felsége II. Tomiszláv (1941–1943) |        | Savoyai-ház |             |

## Lásd még
- Horvát királyok családfája